# Dapanoptera richmondiana
Dapanoptera richmondiana is een tweevleugelige uit de familie steltmuggen (Limoniidae). De soort komt voor in het Australaziatisch gebied.